# Kasteel van Schepdaal
Het kasteel van Schepdaal (kasteel van Eliat) is een historisch kasteel gelegen in Sint-Martens-Lennik, in de Belgische provincie Vlaams-Brabant. Het gebouw dateert van 1860 en is gebouwd door notaris Eliat. Sinds 2021 is het kasteel vastgesteld bouwkundig erfgoed. Het kasteel ligt in een parkdomein (oppervlakte 108.659 m²) waarop het Instituut vzw Levenslust gevestigd is. Het kasteelpark ligt op de grens met de gemeente Schepdaal, een deelgemeente van Dilbeek. De opeenvolgende eigenaren gaven verschillende namen aan het kasteel: kasteel van Schepdaal, vroeger kasteel Van Hoorde, Brifaut, Eliat en domein Levenslust.

## Geschiedenis
Op de kaarten van de wegenatlas uit 1845 is een boerderij "De Cleyt" gesitueerd. Deze gronden waren eigendom van de Brusselse notaris Eliat. Het goed behoorde oorspronkelijk toe aan Gaston Eliat voor de naakte eigendom en aan de echtgenoten Henri Eliat en Jeanne Ceuppens voor het vruchtgebruik. In 1855 gaf Henri Eliat opdracht voor de bouw van het oorspronkelijke kasteel. Er werd een park aangelegd met een vijver en een ijskelder. Het kasteel van Eliat is beter bekend als het kasteel van Schepdaal omdat het grenst aan de gemeente Schepdaal. In die tijd bezat notaris Eliat verschillende percelen in het dorp. De ‘Dreef’ werd vermoedelijk aangelegd als toegangsweg naar het kasteel.
Op 6 juni 1891 werd het kasteel verkocht aan Emile Van Hoorde, een advocaat, en zijn vrouw Marie Faignart. Na haar overlijden in 1911 werd het hele landgoed eigendom van haar kinderen. In 1914 diende de ijskelder van het kasteel naar verluidt als schuilplaats tijdens de oorlog. In 1919 werd het landgoed overgedragen aan drie adellijke vrouwen: Victorine de Merode, Agnes della Faille d'Huysse en Marie de Liedekerke de Pailhe. Volgens het kadaster was alleen gravin de Merode de eigenaar. In 1923 werd het opnieuw verkocht aan de barones Sloet van Oldruitenborgh en haar kinderen.
In 1928 werd het gekocht door de weduwe en kinderen van Charles Claes, de bouwheer van het nabijgelegen Kasteel Groenenberg, op de grens met Vlezenbeek. Het eigendom werd volledig gerenoveerd. In 1932 erfde Louise Claes, de dochter van de overleden notaris Charles Claes, het landgoed. Ze was getrouwd met advocaat Valentin Brifaut, tijdens het interbellum verbondsleider van de Belgische scoutsbeweging. Het kasteel van Schepdaal werd waarschijnlijk gebruikt als buitenverblijf en voor jeugdkampen.
De Duitsers bezetten het domein tijdens de Tweede Wereldoorlog. Na de bevrijding werd het overgenomen door het Engelse leger, dat er het hoofdkwartier van de Royal Air Force vestigde. Na jarenlange leegstand werd werd het kasteel in 1954 verkocht aan de maatschappij 'Sociale Voorzorg'. Het werd verpacht aan de Vereniging Levenslust, die er een Medisch Pedagogisch Instituut vestigde. Sinds 1 juli 1992 heeft deze vereniging een erfpachtovereenkomst voor een periode van 50 jaar.

## Park en tuinen
Het park is opgenomen als landschappelijk erfgoed met haar historische tuin. Het kasteelpark en -domein heeft een totale oppervlakte van 124.193,13 m². Het terrein ligt in het Pajottenland, dat gekenmerkt wordt door een heuvelachtig landschap. Achter het kasteel ligt het park in een vallei. In het parkdomein ligt ook een ijskelder die in 2023 gerestaureerd werd en dienst doet als winterverblijfplaats voor vleermuizen.
Het park werd oorspronkelijk aangelegd in een brongebied met vijvers. Een bron van de Varenbergbeek ligt op het domein van Levenslust en voedde vroeger de kasteelvijvers.